# Shōtarō Shiroyama
Shōtarō Shiroyama (né le 6 mars 1995) est un athlète japonais, spécialiste du saut en longueur.

## Carrière
Le 23 juillet 2016, il porte son record personnel à 8,01 m à Hiratsuka (non retenu par l’IAAF).
Il remporte la médaille de bronze lors des Championnats d'Asie 2017, avec un saut de 7,97 m à Bhubaneswar. Le 25 août 2018, il se qualifie pour la finale des Jeux asiatiques à Jakarta, au cours de laquelle il bat son record personnel en 7,98 m, en manquant de quelques centimètres le podium.
Il termine 5e lors des Championnats d’Asie 2019 à Doha.
Le 27 avril 2019, il saute 7,93 m (+0.4) à Hiroshima.	
Le 17 août 2019, il bat le record du Japon à Fukui en sautant à 8,40 m (+ 1,5 m/s), la seconde meilleure performance mondiale de l'année.	